# Friedrich Köppen (Philosoph)
Johann Friedrich Köppen (* 21. April 1775 in Lübeck; † 5. September 1858 in Erlangen) war ein deutscher Philosoph und Hochschullehrer.

## Leben
Friedrich Köppen war der Sohn des Predigers an St. Petri Johann Gerhard Köppen (1743–1813). Er besuchte das Katharineum zu Lübeck und studierte ab 1793 Evangelische Theologie, zunächst an der Universität Jena, wo er auch Philosophie-Vorlesungen bei Johann Gottlieb Fichte hörte, und ab 1796 an der Universität Göttingen, wo er Anfang 1797 zum Dr. theol. promoviert wurde.
Von Ostern bis Michaelis 1797 reiste er durch die Schweiz und kehrte dann als Kandidat des Predigtamtes nach Lübeck zurück. Von Lübeck aus lernte er den damals in Eutin lebenden Friedrich Heinrich Jacobi kennen, mit dem ihn bald eine enge Freundschaft verband. 1804 wurde er zum Prediger an St. Ansgarii in Bremen berufen.
1807 erhielt er durch Vermittlung von Jacobi eine Professur an der Universität Landshut. 1824 war er Rektor der Universität. Bei der Verlegung der Universität von Landshut nach München 1826 wurde er, damit Friedrich Wilhelm Joseph Schelling auf die Professur berufen werden konnte, an die Universität Erlangen versetzt. 1845 wurde er in den Ruhestand versetzt und erhielt den Titel Hofrat.
Er war verheiratet mit Charlotte Amalie (1777–1862), geb. Platzmann, der Witwe des Bremer Kaufmanns und Konsuls Arnold Kulenkamp und Mutter des Kaufmanns Eduard Gottlieb Kulenkamp.

## Schriften
- Ueber den Einfluß richtiger Begriffe von der Vergebung der Sünden auf die Beruhigung und Besserung des Herzens: eine Predigt über 1. Joh.1. v.9. welche von der theologischen Facultät zu Göttingen am 4ten Junius 1796 den ausgesetzten Preiß erhalten hat. Dieterich, Göttingen 1796 (Digitalisat).
- Versuch zur Bestimmung der Verhältnisse einer Offenbarung zu den Menschen. Göttingen 1797 (Digitalisat).

2. Auflage u.d.T. Ueber Offenbarung in Beziehung auf die Kant’sche und Fichte’sche Philosophie. 1801.
- Lebenskunst in Beiträgen. 1801.
- Reden über die christliche Religion. 1802.
- Schelling’s Lehre oder das Ganze der Philosophie des absoluten Nichts. Nebst einer Zugabe von Briefen Jacobi's. Hamburg 1803. (Digitalisat)
- Vermischte Schriften. Hamburg 1806 (Digitalisat).
- Ueber den Zweck der Philosophie. 1807 (Antrittsvorlesung).
- Leitfaden der Logik und Metaphysik. 1809.
- Grundriß zu Vorlesungen über das Naturrecht. 1809.
- Darstellung des Wesens der Philosophie. 1810.
- Leben meines Vaters Johann Gerhard Köppen weiland Pastors an der St. Petri Kirche zu Lübeck. Niemann, Lübeck 1814.
- Philosophie des Christenthums. 2 Bände 1813–15, 2. Aufl. 1825.
- Politik nach Plato’s Grundsätzen. 1818.
- Rechtslehre nach Plato’s Grundsätzen. 1819.
- Offene Rede über Universitäten. 1820.
- Vertraute Briefe über Bücher und Welt. 2 Bände 1821–1823.